# E106
E-106 es un código alimentario que corresponde, según las convenciones de la Unión Europea cr, a la sustancia denominada Fosfato de Lactoflavina [cita requerida]. Esta sustancia se utiliza como colorante y se encuentra de forma natural en algunos pescados. Se utiliza en alimentos procesados tales como las magdalenas y los bizcochos [cita requerida]. Está emparentada con la Riboflavina o vitamina B2.{{}}
- Datos: Q5816065